# Korunková, Stropkov
Korunková este o comună slovacă, aflată în districtul Stropkov din regiunea Prešov. Localitatea se află la altitudinea de 263 m deasupra n.m., se întinde pe o suprafață de 11,21 km2 și în 2017 număra 83 de locuitori.

## Istoric
Localitatea Korunková este atestată documentar din 1408.

## Demografie
| An:                | 1994 | 2004    | 2014 | 2024    |
| ------------------ | ---- | ------- | ---- | ------- |
| Număr de persoane: | 120  | 100     | 93   | 59      |
| Diferență:         |      | −16,66% | −7%  | −36,55% |

| An:                | 2023 | 2024 |
| ------------------ | ---- | ---- |
| Număr de persoane: | 59   | 59   |
| Diferență:         |      | +0%  |